# 韦尔特里约
韦尔特里约（法語：Vertrieu，法語發音：[vɛʁtʁijø]）是法国伊泽尔省的一个市镇，属于拉图尔迪潘区。

## 地理
韦尔特里约（45°52'24"N, 5°22'1"E）面积4.59 平方千米，位于法国奥弗涅-罗讷-阿尔卑斯大区伊泽尔省，该省份为法国东南部内陆省份，北起顺时针与安省、萨瓦省、上阿尔卑斯省、德龙省、阿尔代什省、卢瓦尔省和罗讷省。
与韦尔特里约接壤的市镇（或旧市镇、城区）包括：拉尼约、比热地区圣索尔兰、拉巴尔姆莱格罗特、帕尔米略、波尔雪-昂布拉尼约、索－布雷纳。

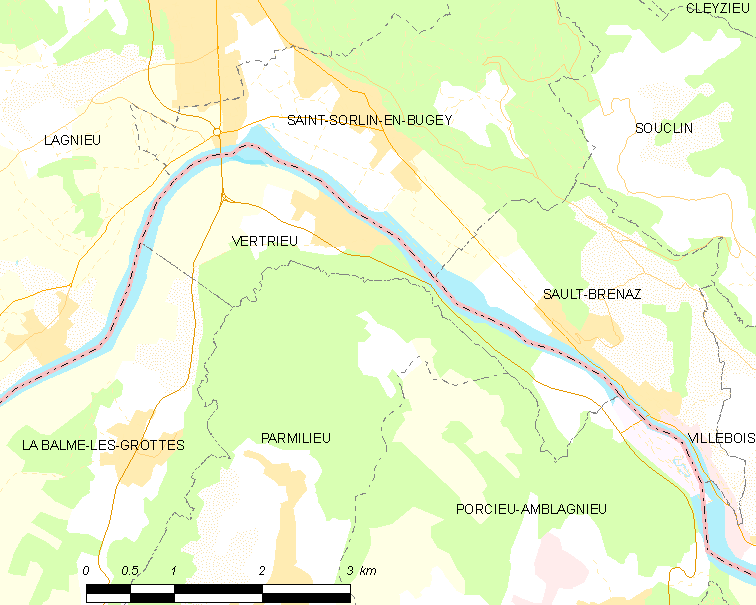
韦尔特里约的OSM定位图

韦尔特里约的时区为UTC+01:00、UTC+02:00（夏令时）。

## 行政
韦尔特里约的邮政编码为38390，INSEE市镇编码为38539。

## 政治
韦尔特里约所属的省级选区为莫雷斯泰勒县。

## 人口

1962-2008年间韦尔特里约人口变化图示

韦尔特里约于2022年1月1日时的人口数量为605人。